# Molar Band
Molar Band är en ort (census town) i det indiska unionsterritoriet National Capital Territory of Delhi, och tillhör distriktet South. Den är en förort till Delhi, och folkmängden uppgick till 91 402 invånare vid folkräkningen 2011.